# كين هولتزمان
كين هولتزمان (بالإنجليزية: Ken Holtzman)‏ هو لاعب كرة قاعدة أمريكي، ولد في 3 نوفمبر 1945 في سانت لويس في الولايات المتحدة.

## وصلات خارجية
- كين هولتزمان على موقعبيزبول رفرنس.كوم (الدوري الرئيسي) (الإنجليزية)
- كين هولتزمان على موقع مشجعي الرسوم البيانية (الإنجليزية)